# Hiram (Maine)
Pour les articles homonymes, voir Hiram.
Hiram est une ville américaine située dans le comté d'Oxford, dans l’État du Maine. En 2010, sa population est de 1 620 habitants.

## Source de la traduction
- (en) Cet article est partiellement ou en totalité issu de l’article de Wikipédia en anglais intitulé « Hiram, Maine » (voir la liste des auteurs).